# نادي أوليمبيا لكرة السلة (الأرجنتين)
نادي أوليمبيا لكرة السلة (بالإسبانية: Olimpia Basketball Club)‏ هو فريق كرة سلة أرجنتيني تأسس في سنة 1940 يقع مقره في فينادو تيورتو، سانتا في.

## الإنجازات
- دوري كرة السلة الوطني الأرجنتيني (1): 1995–96

## أبرز اللاعبين
من أبرز اللاعبين الذين لعبوا معه:
- اليخاندرو مونتيكتشيا
- أندريس نوسيوني
- كارلوس دلفينو
- هيكتور كامبانا
- خورخي راكا
- ليوناردو غوتيريز
- لوكاس فيكتوريانو